# Députés élus au premier tour des élections législatives françaises de 1981
Cette page dresse la liste des candidats aux élections législatives de 1981 élus dès le premier tour.

## Liste des élus
| Nom                             |  | Parti          | Circonscription             | Résultat |
| ------------------------------- |  | -------------- | --------------------------- | -------- |
| Charles Millon                  |  | UDF (PR)       | Ain (2e)                    | 54,53 %  |
| Jacques Médecin                 |  | UDF (PR)       | Alpes-Maritimes (2e)        | 52,12 %  |
| Pierre Sauvaigo                 |  | RPR            | Alpes-Maritimes (6e)        | 50,50 %  |
| Augustin Bonrepaux              |  | PS             | Ariège (1re)                | 50,04 %  |
| Pierre Micaux                   |  | UDF (PR)       | Aube (1re)                  | 51,31 %  |
| Joseph Vidal                    |  | PS             | Aude (1re)                  | 50,19 %  |
| Pierre Guidoni                  |  | PS             | Aude (2e)                   | 50,12 %  |
| Jacques Cambolive               |  | PS             | Aude (3e)                   | 51,30 %  |
| Jean Briane                     |  | UDF (CDS)      | Aveyron (1re)               | 61,35 %  |
| Jacques Godfrain                |  | RPR            | Aveyron (3e)                | 52,87 %  |
| Guy Hermier                     |  | PCF            | Bouches-du-Rhône (4e)       | 51,02 %  |
| François d'Harcourt             |  | CNI            | Calvados (4e)               | 58,72 %  |
| Olivier Stirn                   |  | UDF (Rad.)     | Calvados (5e)               | 62,38 %  |
| Pierre Raynal                   |  | RPR            | Cantal (2e)                 | 62,39 %  |
| Jean-Michel Boucheron           |  | PS             | Charente (1re)              | 54,13 %  |
| Roland Beix                     |  | PS             | Charente-Maritime (3e)      | 54,05 %  |
| Philippe Marchand               |  | PS             | Charente-Maritime (4e)      | 53,24 %  |
| Jacques Chirac                  |  | RPR            | Corrèze (3e)                | 50,60 %  |
| Jean-Paul de Rocca Serra        |  | RPR            | Corse-du-Sud (2e)           | 55,79 %  |
| Charles Josselin                |  | PS             | Côtes-du-Nord (2e)          | 51,36 %  |
| Henri Michel                    |  | PS             | Drôme (2e)                  | 50,51 %  |
| Maurice Dousset                 |  | UDF (PR)       | Eure-et-Loir (3e)           | 52,27 %  |
| Jean-Louis Goasduff             |  | RPR            | Finistère (3e)              | 60,09 %  |
| Louis Le Pensec                 |  | PS             | Finistère (8e)              | 56,84 %  |
| Alain Savary                    |  | PS             | Haute-Garonne (1re)         | 50,10 %  |
| Alex Raymond                    |  | PS             | Haute-Garonne (4e)          | 55,25 %  |
| Gérard Houteer                  |  | PS             | Haute-Garonne (5e)          | 51,77 %  |
| Pierre Ortet                    |  | PS             | Haute-Garonne (6e)          | 55,96 %  |
| Jean Laborde                    |  | PS             | Gers (1re)                  | 53,84 %  |
| André Cellard                   |  | PS             | Gers (2e)                   | 50,68 %  |
| Jacques Chaban-Delmas           |  | RPR            | Gironde (2e)                | 57,91 %  |
| Pierre Garmendia                |  | PS             | Gironde (4e)                | 55,30 %  |
| Michel Sainte-Marie             |  | PS             | Gironde (6e)                | 53,23 %  |
| Pierre Lagorce                  |  | PS             | Gironde (8e)                | 50,69 %  |
| Bernard Madrelle                |  | PS             | Gironde (10e)               | 55,94 %  |
| Raoul Bayou                     |  | PS             | Hérault (5e)                | 51,06 %  |
| Pierre Méhaignerie              |  | UDF (CDS)      | Ille-et-Vilaine (3e)        | 72,58 %  |
| Michel Cointat                  |  | RPR            | Ille-et-Vilaine (5e)        | 54,72 %  |
| Roger Duroure                   |  | PS             | Landes (1re)                | 51,17 %  |
| Henri Emmanuelli                |  | PS             | Landes (3e)                 | 52,97 %  |
| Jean Auroux                     |  | PS             | Loire (5e)                  | 51,30 %  |
| Pascal Clément                  |  | UDF (PR)       | Loire (6e)                  | 52,76 %  |
| Henri Bayard                    |  | UDF (PR)       | Loire (7e)                  | 54,74 %  |
| Jacques Barrot                  |  | UDF (CDS)      | Haute-Loire (1re)           | 62,32 %  |
| Jean Proriol                    |  | UDF (PR)       | Haute-Loire (2e)            | 53,39 %  |
| François Autain                 |  | PS             | Loire-Atlantique (3e)       | 51,47 %  |
| Joseph-Henri Maujoüan du Gasset |  | UDF (PR)       | Loire-Atlantique (4e)       | 54,42 %  |
| Xavier Hunault                  |  | UDF (AD)       | Loire-Atlantique (5e)       | 52,25 %  |
| Claude Évin                     |  | PS             | Loire-Atlantique (6e)       | 53,19 %  |
| Olivier Guichard                |  | RPR            | Loire-Atlantique (7e)       | 51,39 %  |
| Lucien Richard                  |  | RPR            | Loire-Atlantique (8e)       | 60,09 %  |
| Xavier Deniau                   |  | RPR            | Loiret (4e)                 | 52,46 %  |
| Maurice Faure                   |  | MRG            | Lot (1re)                   | 57,23 %  |
| Martin Malvy                    |  | PS             | Lot (2e)                    | 54,14 %  |
| Adrien Durand                   |  | UDF (CDS)      | Lozère (1re)                | 51,98 %  |
| Jacques Blanc                   |  | UDF (PR)       | Lozère (2e)                 | 64,42 %  |
| Jean Narquin                    |  | RPR            | Maine-et-Loire (1re)        | 52,61 %  |
| Jean Foyer                      |  | RPR            | Maine-et-Loire (2e)         | 53,53 %  |
| Edmond Alphandéry               |  | UDF (CDS)      | Maine-et-Loire (3e)         | 58,65 %  |
| Jean Bégault                    |  | UDF (MDSF)     | Maine-et-Loire (4e)         | 63,59 %  |
| Maurice Ligot                   |  | CNI            | Maine-et-Loire (5e)         | 61,46 %  |
| René la Combe                   |  | RPR            | Maine-et-Loire (6e)         | 51,37 %  |
| Jean-Marie Daillet              |  | UDF (CDS)      | Manche (1re)                | 59,46 %  |
| Émile Bizet                     |  | RPR            | Manche (2e)                 | 69,27 %  |
| Henri Baudouin                  |  | UDF (PR)       | Manche (3e)                 | 51,24 %  |
| Pierre Godefroy                 |  | RPR            | Manche (4e)                 | 57,00 %  |
| Bernard Stasi                   |  | UDF (CDS)      | Marne (4e)                  | 52,58 %  |
| François d'Aubert               |  | UDF (PR)       | Mayenne (1re)               | 51,89 %  |
| Henri de Gastines               |  | RPR            | Mayenne (2e)                | 69,55 %  |
| Roger Lestas                    |  | UDF (PR)       | Mayenne (3e)                | 57,80 %  |
| André Rossinot                  |  | UDF (Rad.)     | Meurthe-et-Moselle (3e)     | 50,33 %  |
| René Haby                       |  | UDF (PR)       | Meurthe-et-Moselle (4e)     | 51,18 %  |
| Marcel Bigeard                  |  | UDF (app.)     | Meurthe-et-Moselle (5e)     | 51,30 %  |
| Raymond Marcellin               |  | UDF (PR)       | Morbihan (1re)              | 59,11 %  |
| Christian Bonnet                |  | UDF (PR)       | Morbihan (2e)               | 62,55 %  |
| Jean-Charles Cavaillé           |  | RPR            | Morbihan (3e)               | 58,98 %  |
| Loïc Bouvard                    |  | UDF (CDS)      | Morbihan (4e)               | 67,04 %  |
| Charles Metzinger               |  | PS             | Moselle (5e)                | 51,98 %  |
| Jean Seitlinger                 |  | UDF (CDS)      | Moselle (7e)                | 53,09 %  |
| Pierre Messmer                  |  | RPR            | Moselle (8e)                | 54,77 %  |
| Daniel Benoist                  |  | PS             | Nièvre (1re)                | 53,33 %  |
| Bernard Bardin                  |  | PS             | Nièvre (3e)                 | 54,61 %  |
| Pierre Mauroy                   |  | PS             | Nord (2e)                   | 50,11 %  |
| Albert Denvers                  |  | PS             | Nord (11e)                  | 52,87 %  |
| Maurice Sergheraert             |  | DVD            | Nord (13e)                  | 51,60 %  |
| Gustave Ansart                  |  | PCF            | Nord (20e)                  | 51,26 %  |
| Marcel Dassault                 |  | RPR            | Oise (1re)                  | 53,96 %  |
| Dominique Dupilet               |  | PS             | Pas-de-Calais (6e)          | 51,31 %  |
| Roland Huguet                   |  | PS             | Pas-de-Calais (8e)          | 54,02 %  |
| Henri Darras                    |  | PS             | Pas-de-Calais (12e)         | 55,86 %  |
| André Delelis                   |  | PS             | Pas-de-Calais (13e)         | 55,74 %  |
| Maurice Pourchon                |  | PS             | Puy-de-Dôme (1re)           | 52,25 %  |
| Claude Wolff                    |  | UDF (PR)       | Puy-de-Dôme (2e)            | 51,91 %  |
| Jacques Lavédrine               |  | PS             | Puy-de-Dôme (3e)            | 50,78 %  |
| Michel Inchauspé                |  | RPR            | Pyrénées-Atlantiques (3e)   | 62,66 %  |
| Jean-Marie Caro                 |  | UDF (CDS)      | Bas-Rhin (5e)               | 61,67 %  |
| Adrien Zeller                   |  | DVD            | Bas-Rhin (6e)               | 72,79 %  |
| François Grussenmeyer           |  | RPR            | Bas-Rhin (7e)               | 60,11 %  |
| Germain Sprauer                 |  | RPR            | Bas-Rhin (8e)               | 59,53 %  |
| Jean-Paul Fuchs                 |  | UDF (CDS)      | Haut-Rhin (1re)             | 61,10 %  |
| Raymond Barre                   |  | UDF (app.)     | Rhône (4e)                  | 61,68 %  |
| Pierre-Bernard Cousté           |  | RPR (app.)     | Rhône (5e)                  | 55,42 %  |
| Charles Hernu                   |  | PS             | Rhône (6e)                  | 52,38 %  |
| Emmanuel Hamel                  |  | UDF (PR)       | Rhône (8e)                  | 52,99 %  |
| Alain Mayoud                    |  | UDF (PR)       | Rhône (9e)                  | 57,73 %  |
| Francisque Perrut               |  | UDF (PR)       | Rhône (10e)                 | 51,93 %  |
| André Billardon                 |  | PS             | Saône-et-Loire (3e)         | 51,88 %  |
| François Fillon                 |  | RPR            | Sarthe (4e)                 | 50,14 %  |
| Pierre Gascher                  |  | RPR            | Sarthe (5e)                 | 55,76 %  |
| Louis Besson                    |  | PS             | Savoie (1re)                | 50,91 %  |
| Michel Barnier                  |  | RPR            | Savoie (2e)                 | 55,33 %  |
| Jean Brocard                    |  | UDF (PR)       | Haute-Savoie (1re)          | 54,75 %  |
| Pierre-Charles Krieg            |  | RPR            | Paris (1re)                 | 50,61 %  |
| Jean Tiberi                     |  | RPR            | Paris (3e)                  | 56,09 %  |
| Pierre Bas                      |  | RPR            | Paris (4e)                  | 58,79 %  |
| Édouard Frédéric-Dupont         |  | RPR            | Paris (5e)                  | 69,45 %  |
| Maurice Couve de Murville       |  | RPR            | Paris (6e)                  | 66,37 %  |
| Gabriel Kaspereit               |  | RPR            | Paris (7e)                  | 56,96 %  |
| Claude-Gérard Marcus            |  | RPR            | Paris (8e)                  | 50,13 %  |
| Yves Lancien                    |  | RPR            | Paris (15e)                 | 53,18 %  |
| Jacques Marette                 |  | RPR            | Paris (17e)                 | 53,07 %  |
| Nicole de Hauteclocque          |  | RPR            | Paris (18e)                 | 58,57 %  |
| Georges Mesmin                  |  | UDF (CDS)      | Paris (20e)                 | 74,44 %  |
| Gilbert Gantier                 |  | UDF (PR)       | Paris (21e)                 | 76,78 %  |
| Bernard Pons                    |  | RPR            | Paris (22e)                 | 52,94 %  |
| Jean de Préaumont               |  | RPR            | Paris (23e)                 | 56,90 %  |
| Laurent Fabius                  |  | PS             | Seine-Maritime (2e)         | 54,77 %  |
| André Duroméa                   |  | PCF            | Seine-Maritime (7e)         | 54,97 %  |
| Roger Fossé                     |  | RPR            | Seine-Maritime (8e)         | 50,55 %  |
| Georges Delatre                 |  | RPR            | Seine-Maritime (10e)        | 53,21 %  |
| Didier Julia                    |  | RPR            | Seine-et-Marne (5e)         | 54,94 %  |
| Michel Péricard                 |  | RPR            | Yvelines (2e)               | 56,65 %  |
| Marc Lauriol                    |  | RPR            | Yvelines (4e)               | 54,29 %  |
| Étienne Pinte                   |  | RPR            | Yvelines (5e)               | 53,78 %  |
| Robert Wagner                   |  | RPR            | Yvelines (6e)               | 52,12 %  |
| René Gaillard                   |  | PS             | Deux-Sèvres (1re)           | 50,64 %  |
| Jacques Fouchier                |  | CNI            | Deux-Sèvres (2e)            | 52,79 %  |
| Albert Brochard                 |  | UDF (CDS)      | Deux-Sèvres (3e)            | 60,04 %  |
| Charles Pistre                  |  | PS             | Tarn (3e)                   | 52,72 %  |
| François Léotard                |  | UDF (PR)       | Var (2e)                    | 53,84 %  |
| Philippe Mestre                 |  | UDF (AD)       | Vendée (1re)                | 53,74 %  |
| Pierre Mauger                   |  | RPR            | Vendée (3e)                 | 58,15 %  |
| Vincent Ansquer                 |  | RPR            | Vendée (4e)                 | 70,68 %  |
| Christian Pierret               |  | PS             | Vosges (2e)                 | 53,58 %  |
| Jean-Pierre Chevènement         |  | PS             | Territoire de Belfort (1re) | 50,68 %  |
| Raymond Forni                   |  | PS             | Territoire de Belfort (2e)  | 51,42 %  |
| Jacques Brunhes                 |  | PCF            | Hauts-de-Seine (1re)        | 50,23 %  |
| Charles Deprez                  |  | UDF (PR)       | Hauts-de-Seine (5e)         | 51,96 %  |
| Florence d'Harcourt             |  | CNI            | Hauts-de-Seine (6e)         | 66,31 %  |
| Jacques Baumel                  |  | RPR            | Hauts-de-Seine (8e)         | 56,56 %  |
| Georges Gorse                   |  | RPR            | Hauts-de-Seine (10e)        | 60,47 %  |
| Jack Ralite                     |  | PCF            | Seine-Saint-Denis (3e)      | 53,94 %  |
| Maurice Nilès                   |  | PCF            | Seine-Saint-Denis (4e)      | 55,12 %  |
| Georges Gosnat                  |  | PCF            | Val-de-Marne (3e)           | 50,20 %  |
| Jean-François Hory              |  | MRG            | Mayotte (CU)                | 72,89 %  |
| Jacques Lafleur                 |  | RPCR           | Nouvelle-Calédonie (2e)     | 54,34 %  |
| Gaston Flosse                   |  | RPR (Tahoeraa) | Polynésie française (2e)    | 56,63 %  |

## Analyse
|     | Majorité présidentielle | Majorité présidentielle | Union pour une nouvelle majorité | Union pour une nouvelle majorité | Union pour une nouvelle majorité | Union pour une nouvelle majorité |
| PCF | PS                      | MRG                     | DVD                              | UDF                              | RPR                              | CNI                              |
| --- | ----------------------- | ----------------------- | -------------------------------- | -------------------------------- | -------------------------------- | -------------------------------- |
|     |                         |                         |                                  |                                  |                                  |                                  |
| 7   | 47                      | 2                       | 2                                | 43                               | 52                               | 4                                |